# Concinnia tenuis
Concinnia tenuis — вид сцинкоподібних ящірок родини сцинкових (Scincidae). Ендемік Австралії.

## Поширення й екологія
Concinnia tenuis мешкають у прибережних і внутрішніх районіх на сході Австралії, від північно-східної частини Квінсленду на південь до Беги на південному сході Нового Південного Уельсу. Вони живуть у вологих і сухих тропічних лісах і склерофітних лісах, серед скельних виступів та поблизу людських поселень.